# Recyclerie
 (février 2019).
Une recyclerie ou une ressourcerie est une structure qui gère la récupération, la valorisation et la revente de biens sur un territoire donné. Elle a également un rôle de sensibilisation et d'éducation à l’environnement.
De nombreuses structures ont également un rôle lié à l’insertion par l'activité économique, ce qui amène une dimension sociale supplémentaire,.
Sur le plan juridique, la recyclerie peut être classée, selon son activité, sous les rubriques déchets 2710, 2711, 2716 et dans certains cas 2790,.

## Principes
En France, son activité est inscrite dans les plans et programmes locaux de prévention des déchets et dans le schéma de gestion des déchets du territoire.
Elle donne priorité à la réduction, au réemploi, puis au recyclage des déchets en sensibilisant son public à l’acquisition de comportements respectueux de l’environnement (écocitoyenneté).

## Moyens
Selon l'Agence de l'environnement et de la maîtrise de l'énergie, « La Ressourcerie met en œuvre des modes de collecte des déchets (encombrants, DIB, etc.) qui préservent leur état en vue de les valoriser prioritairement par réemploi/réutilisation puis recyclage. »

## Par pays

### France
Le terme « ressourcerie » est une marque déposée en France, bien que dans le domaine public, par le Réseau français des ressourceries. Elles sont peu connues, car les ressourceries n'ont pas le droit de faire de publicité (pour ne pas être accusées de faire une sorte de concurrence déloyale aux produits neufs homologues). En contrepartie, elles ne sont pas assujetties à la TVA.
Le Réseau français des ressourceries est un réseau professionnel qui regroupe les ressourceries de France. Créée le 26 septembre 2000, cette association loi de 1901 résulte de l’ambition commune de plusieurs structures (associations, régies de collectivités territoriales, coopératives…), spécialistes du réemploi et de la réutilisation des objets, de créer un groupement professionnel,.
Le réseau national permet d'assurer le suivi des activités de ses adhérents et d'organiser une traçabilité qui est publiée tous les ans dans l'Observatoire national des ressourceries. Ces données permettent de promouvoir la mise en place de ressourceries sur le territoire et de quantifier leur impact en France.
D'après le Réseau des ressourceries, une ressourcerie a quatre fonctions :
- la collecte de dons ou de déchets
- la valorisation à travers le contrôle, le nettoyage, et la réparation
- la vente à faible prix
- la sensibilisation à l’environnement

Les ressourceries doivent également adhérer à la charte du réseau national, qui promeut trois grands principes :
- La protection de l’environnement par la prévention, le détournement et la valorisation de déchets potentiels
- Le développement d’une Économie sociale et solidaire
- La création de liens et la mise en place d’un service de proximité pour la prévention des déchets.

#### Impact des ressourceries en France
- De 2000 à 2016, on est passé de 9 organismes à 150 dans le réseau[7],[9].
- Le tonnage traité (collecté et réemployé) par la totalité des ressourceries du réseau est passé de 10 000t en 2003 à 40 800t en 2016[7],[9].
- Le montant estimé des ventes était d'environ 161 millions d’euros en 2002. En 2016, le chiffre d’affaires global des structures est passé à 16 385 517€[7],[9].

En 2016
- 150 adhérents, 180 magasins
- Chiffre d'affaires moyen d’un magasin : 91 031 € ;  d’une structure : 148 959 €
- C'est environ 1 559 € par tonne réutilisée/réemployée, dépendant du produit.
- 10 513 tonnes de déchets valorisés en moyenne par ressourcerie.

#### Autres filières et recycleries
- En France, s'est créé un interréseau de « la fibre solidaire ». Il réunit Le Relais, Emmaüs et Tissons la Solidarité afin de mieux collecter les textiles usagés (environ 110 000 tonnes en 2008 dont 40 % environ sont revendus, surtout à l'exportation et en Afrique. Cette filière subit les effets d'une baisse de qualité des textiles usagés[7].
- Les déchets d'équipements électriques et électroniques font l'objet d'une filière spécifique, mise en place fin 2006 (en outre, les ordinateurs professionnels sont réutilisés (pour 22 % d'entre eux en 2008), à 50 % à l'étranger)[7].
- 3 % (en nombre) des équipements ménagers collectés par Emmaüs France et la Fédération Envie sont réemployés[7].
- Le gros électroménager et les ordinateurs sont assez facilement réemployés, mais ce n'est pas le cas pour le petit équipement électroménager[7].

### Belgique
Le réseau belge des ressourceries est géré du côté francophone par l'Association Ressources (association sans but lucratif). Il s'agit d'un réseau de soixante-dix entreprises d'économie sociale actives dans la réutilisation, le recyclage et la valorisation des ressources. La fédération a déposé le terme en tant que marque collective pour le Benelux.
On y retrouve entre autres la Ressourcerie le Carré, actuellement active sur les régions de Ath-Lessines-Mouscron-Froyennes, soit la zone Wallonie Picarde.
Données de collecte par année pour la Ressourcerie le Carré ASBL (quatre structures) :
- 2009 : 265 t de biens réutilisables ;
- 2010 : 311 t de biens réutilisables ;
- 2011 : 378 t de biens réutilisables ;
- 2012 : 567 t de biens réutilisables.

Selon les estimations, le tonnage collecté pour l'année 2013 sur les quatre implantations serait supérieur à 600 t.
La quantité de biens remis en circulation au niveau de l'activité de vente est de 71 %. Les 29 % restant sont envoyés en filière de recyclage, de revalorisation et de destruction.
55 équivalents-temps-plein sont mises à l'emploi grâce au dispositif IDESS. Il s'agit de contrats de réinsertion Sine et « article 60§7 » pour personnes en décrochage au niveau du marché du travail et ne disposant pas de diplôme.
Début 2014, une activité de réparation de vélos via des « points vélos » est mise en place. Les gares de Tournai et Ath seront dès lors pourvues d'un point vélo à disposition du public.
Au niveau flamand, c'est Komosie qui gère un réseau de 35 kringloopcentra (centres de tri) et de 104 kringloopwinkels (magasins de seconde main).

### Québec
Plusieurs organismes œuvrent dans le domaine du réemploi. Recyc-Québec, une société gouvernementale, participe à la mise en œuvre et à la coordination des différentes ressources de gestion des déchets.
Au niveau régional, la gestion du réemploi est souvent réalisée en partie par les divers écocentres de la province, qui gèrent du même coup la collecte des résidus domestiques dangereux, des matières recyclables, des métaux et autres.